# Synema scheffleri
Synema scheffleri là một loài nhện trong họ Thomisidae.
Loài này thuộc chi Synema. Synema scheffleri được Maria Dahl miêu tả năm 1907.